# Manuel Antonio Noriega Moreno
Manuel Antonio Noriega (Ciutat de Panamà, 11 de febrer de 1934 - Ciutat de Panamà, 29 de maig de 2017) fou un polític panameny, cap militar i governant de facto del país des de 1983 fins a 1989. Va establir una dictadura en la qual va sumir el país en una greu crisi econòmica, política i social. El 1989 els Estats Units d'Amèrica van envair militarment Panamà provocant nombroses morts tant civils com militars i causant el desmantellament de les forces militars panamenyes, el caos econòmic i social al país i la posterior rendició i arrest de Noriega. En 1992 fou jutjat als Estats Units i condemnat a una pena de 40 anys de reclusió, sota l'acusació d'estar relacionat amb el Càrtel de Medellín. La pena es va rebaixar posteriorment a 30 anys i després a 20 per "bona conducta". A començaments de 2008 romania en una presó de Miami en espera que es defineixi la seva situació. França va sol·licitar la seva extradició, ratificada el gener de 2008 per un jutge nord-americà. Noriega va ser condemnat el 2010 per la justícia francesa a set anys de presó per blanquejar diners del narcotràfic. Un jutge francès li va concedir la llibertat condicional el setembre de 2011 demanada pels seus advocats, en considerar que Noriega va complir més de la meitat de la seva condemna francesa: any i mig que porta detingut a França i els dos anys i mig que va romandre detingut als Estats Units en espera de l'aprovació de la seva extradició a París. Noriega va romandre a la presó parisenca de La Santé fins a la seva extradició cap a Panamà l'11 de desembre del 2011. Va morir per les complicacions derivades d'un tumor cerebral.

## Joventut
Nascut a Guachimango, vereda de Panamà, l'any 1934, va rebre formació militar a l'Escola Militar de Chorrillos, Perú, graduant-se en el ram d'enginyeria, i ingressà a la Guàrdia Nacional (GN), (posteriorment transformada per ell en assolir el generalat en les Forces de Defensa de Panamà en complir els 22 anys.
Al cap de sis anys de pertànyer a la GN, sent cap de la zona militar de Chiriquí, fronterera amb Costa Rica, amb el rang de major, donà suport a la tornada al poder del general Omar Torrijos després d'un cop d'estat encapçalat pel coronel Ramiro Silvera Domínguez i el major Amado Sanjur Atencio quan assistia a un esdeveniment hípic a Ciutat de Mèxic, pel que fou ascendit a tinent coronel i nomenat Cap del Servei d'Intel·ligència o G-2 en reemplaçament del tinent coronel Alejandro Araúz Valencia, el "Fulo". S'assegura que des d'aquesta direcció va permetre el narcotràfic i se'n va beneficiar. Segons a l'autor Larry Collins, Noriega va ser captat com a agent de la CIA des dels seus primers anys de militar, havent finançat les seves activitats i col·laborat en el seu ascens final al poder.

## Vincles amb el narcotràfic
El setembre de 1985, el metge opositor Hugo Spadafora va ser assassinat per les Forces de Defensa de Panamà, al comandament del dictador Manuel Antonio Noriega, per denunciar els vincles de l'home fort amb el narcotràfic. El cos decapitat d'Hugo Spadafora va ser trobat a la frontera entre Costa Rica i Panamà. El llavors president, Nicolás Ardito Barletta, després de comunicar al país que designaria una comissió investigadora, el van obligar a renunciar. El segon al comandament de les Forces de Defensa, Coronel Roberto Díaz Herrera, va ser passat a retir el 1986 per ordres directes de Noriega. Díaz Herrera va fer declaracions públiques el juny de 1987, acusant el General Noriega de frau electoral el 1984, assassinat polític i de complicitat en la mort del General Omar Torrijos Herrera, mort el 1981, cosa que va generar fortes protestes entre la població i la creació d'un moviment denominat Cruzada Civilista Nacional.
El febrer de 1988, a les ciutats de Tampa i Miami a Florida, EUA, es van presentar càrrecs per narcotràfic contra Noriega; en aquell temps el president Del Valle va intentar destituir-lo, però l'Assemblea Nacional no va estar d'acord i van derrocar a Del Valle, qui va haver de fugir als Estats Units d'Amèrica. Manuel Solís Palma, aliat del General Noriega i Ministre d'Educació, va ser llavors nomenat “Ministro Encargado” de la Presidència.
Els EUA van començar aleshores un bloqueig obert contra Panamà, cosa que va ocasionar que la crisi econòmica que s'havia estat vivint des de feia uns anys empitjorés encara més, arribant fins i tot a la congelació dels bancs per tal d'evitar la fuga de capitals. Durant aquest temps els EUA van negociar, sense èxit, condicions per retirar Noriega del poder. A finals de setembre del mateix any, Solís Palma es va presentar davant de l'Onu acusant els EUA d'agressió contra Panamà.
En les eleccions del 7 de maig de 1989 el principal candidat de l'oposició va ser Guillermo Endara Galimany i el candidat del Govern va ser Carlos Duque Jaén. El poble va anar en massa a les urnes, donant un triomf arrasador a Endara. En presentar-se els resultats preliminars de la votació, l'oposició va fer fortes acusacions de frau i el poble es va llançar al carrer, ocasionant que el govern anul·lés els comicis per una "interferència estrangera"; com a resposta l'oposició va iniciar protestes que van ser atacades per la milícia partidària de Noriega.
El setembre de 1989, va ser declarat nou president l'enginyer Francisco Rodríguez, pròxim a Noriega. Al mes següent (el dia 3 d'octubre), forces rebels van donar un cop a la cúpula militar, dirigits pel major Moisés Giroldi Vera, de qui Noriega havia estat padrí de matrimoni. Giroldi, cap de la companyia de fusellers responsable de la seguretat de la Comandància, havia avortat ja un intent colpista contra Noriega i això li va valer ser ascendit a major, però el seu intent per deposar el general va fracassar davant de la seva indecisió final quan els seus companys demanaven la seva anuència per donar mort a Noriega i per falta del suport promès pels EUA. La rebel·lió va ser sufocada per les Forces de Defensa i Giroldi va ser assassinat igual com altres oficials que li van secundar, en l'anomenada Matança d'Albrook.

## Operació Causa Justa
L'Assemblea Nacional va atorgar poders a Noriega designant-lo de manera formal com a Cap de Govern, mentre que declarava a Panamà en estat de guerra contra els EUA, en aquells dies sota la presidència de George H. W. Bush. El dia 19 de desembre, al voltant de les 11:30 p.m., va començar el bombardeig simultàniament a tots els objectius militars al país, donant inici la Invasió nord-americana de Panamà. Bush va anunciar que les seves forces a Panamà tenien per objectiu capturar Noriega i protegir "els interessos nord-americans" en aquell país. La mobilització militar va prendre aproximadament dues setmanes i es calculen entre de 3.000 i 5.000 baixes. El nom de l'operació va ser "Causa Justa" (Just Cause).
Noriega va estar amagat durant uns dies a la casa de la seva amant Vicky Amado, fins que es va traslladar a la Nunciatura Apostòlica de Panamà el 24 de desembre, emparat pel Nunci Sebastián Laboa, que aparentment va aconseguir convèncer el general que es lliurés junt amb el cap de la seva escorta o guardaespatlles, el capità Jorge Eliécer Gaitán.
A la casa de Noriega hi havia 8,2 milions de dòlars en borses del Banc Nacional de Panamà al costat de la seva cartera, passaport i targetes de crèdit, segons Rene de la Cova (agent de la Drug Enforcement Administration).
El 3 de gener de 1990 Noriega es va lliurar a l'exèrcit nord-americà; l'endemà va pujar a un avió procedent de Miami, on en arribar va ser reclòs al Comtat de Miami-Dade en espera de judici. Va ser condemnat a 40 anys de presó com a presoner de guerra, després de sortir absolt en sengles judicis per presumpta participació en la importació il·legal als EUA de cocaïna i marihuana, i després se li va reduir la condemna a 30 anys.
Crida l'atenció que el sistema judicial nord-americà va autoritzar que es descongelessin 6 milions de dòlars de la fortuna atribuïda a Noriega, a fi que pogués sufragar les despeses de la defensa encapçalada per l'advocat Frank Rubino, quan és inexplicable que pogués tenir lícitament aquesta quantitat.
Amb la intervenció militar nord-americana i el derrocament del règim militar de Noriega, es va ordenar la nul·litat de l'actuat i la reobertura de la investigació de l'assassinat del metge opositor Hugo Sapadafora. L'octubre de 1991, es va sol·licitar crida a judici contra 10 persones. Tres dels encausats, Francisco Eliécer González Bonilla (sobrenom “Bruce Lee”); Julio César Miranda Caballero, (sobrenom “Muñecón”) i Noriega van renunciar al dret de ser jutjats per jurat de consciència i van optar per un judici en dret. El 20 d'octubre de 1993, el Tribunal Superior del Tercer Districte Judicial va sentenciar a 20 anys de presó els dos primers com a autors materials i a Noriega com a instigador. La fallada va ser ratificada pels magistrats de la Sala Penal el 20 de desembre de 1995. És per aquesta condemna que Noriega, pres a França per rentada de diners, era reclamat per a la seva extradició.

## Extradició a França

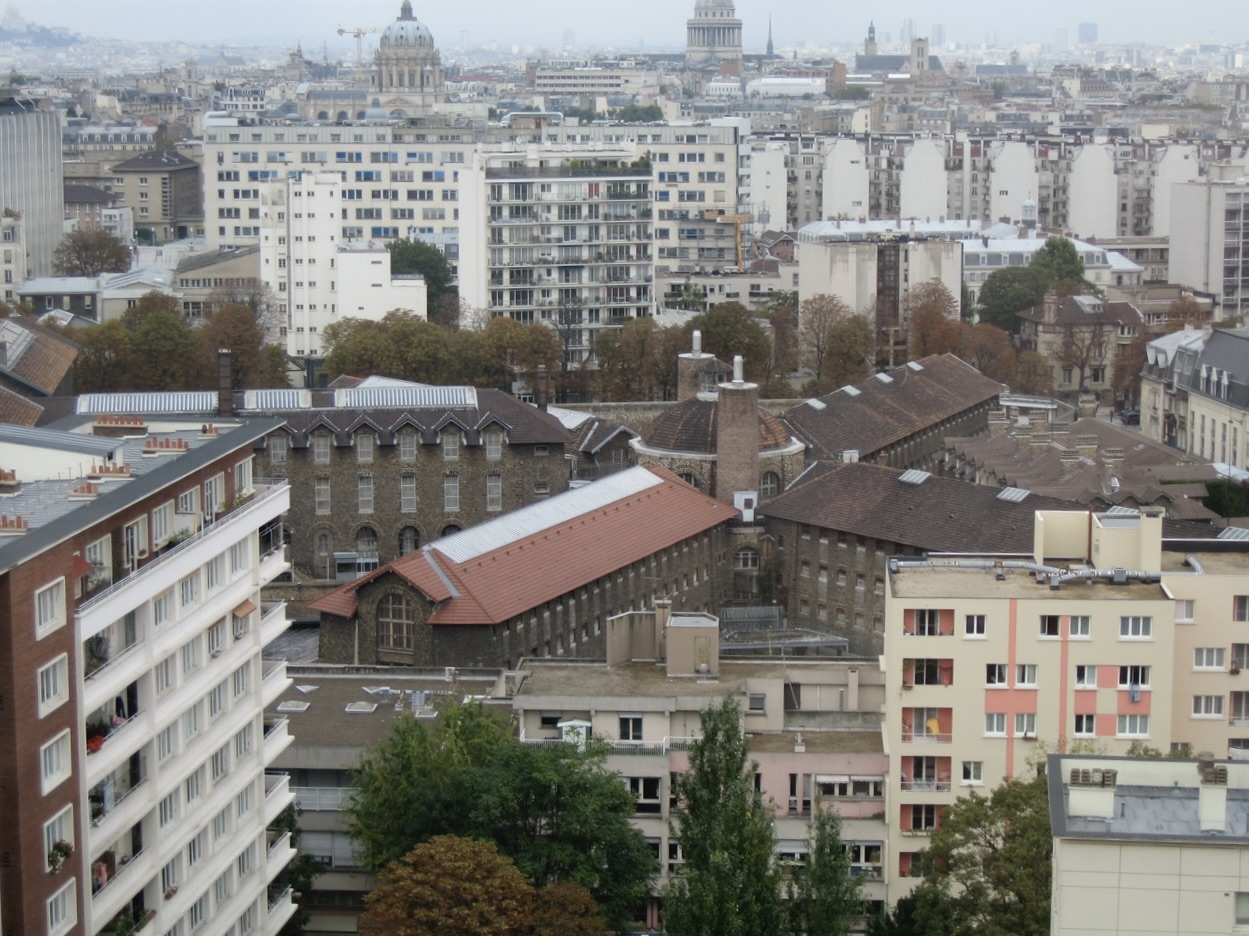
Noriega és empresonat a la Presó de La Santé, París

Noriega, en la Institució Correccional Federal a Miami, Florida, va tenir el número de l'Agència Federal de Presons 38699-079.
El 26 d'abril de 2010, la Secretària d'Estat dels Estats Units Hillary Clinton va aprovar l'extradició de Noriega a França.
Poc després l'ordre va ser executada i Noriega va ser embarcat per agutzils federals en un avió que havia de partir amb rumb a França.
A les 12 del migdia (hora de Miami) del dimarts 27 d'abril el vol AF695 d'Air France, va aterrar a l'Aeroport de París-Charles de Gaulle, transportant l'ex-dictador panameny.
Noriega és empresonat a la Prison de la Santé, París.
Manuel Noriega va ser condemnat el 7 de juliol de 2010 per la justícia francesa a set anys de presó per blanquejar diners del narcotràfic.

## Extradició a Panamà
El juny de 2011 el govern dels Estats Units va donar el seu consentiment a les autoritats franceses per a la seva extradició a Panamà. El decret d'extradició li va ser notificat a l'antic dictador panameny per la fiscalia de París el 29 de juliol. El 23 de setembre, un jutge francès li concedeix a Noriega llibertat condicional per ser extradit. El jutge li va concedir la llibertat condicional demanada pels seus advocats, en considerar que Noriega en va complir més de la meitat de la seva condemna francesa, però va romandre a la presó parisenca de La Santé fins que es va definir la seva extradició.
Manuel Antonio Noriega va arribar a Panamà després de conèixer-se el 16 de novembre l'aprovació dels EUA perquè fos extradit a aquest país. Una segona audiència realitzada el dia 23 de novembre en el mateix tribunal, va constatar oficialment que es tancava el procediment judicial i que el lliurament a Panamà passava a dependre de la tramitació administrativa entre els governs de França i Panamà.
Una delegació de cinc persones, dos guardians, dos representants de la Cancelleria panamenya i un metge van viatjar a París per a la repatriació de Manuel Antonio Noriega. La comissió oficial es va reunir amb les autoritats de la presó La Santé per realitzar la revisió mèdica a Noriega de 77 anys, conjuntament amb els metges del sistema penitenciari francès, a fi d'establir la seva condició física prèvia al viatge de trasllat a Panamà, on va arribar diumenge 11 desembre de 2011, en un vol comercial des de Madrid fins a l'aeroport internacional de Tocumen.
El trasllat de Noriega des de la terminal aèria fins al centre penal en el qual va ser reclòs, es va realitzar via aèria i després va ser examinat per un metge que va certificar que requeria una posterior avaluació. Se'l va traslladar al centre penitenciari El Renacer per a detinguts d'escassa perillositat, per tractar-se d'un reu que tenia condicions especials.
Ja septuagenari, Noriega va haver d'afrontar condemnes pels homicidis del metge opositor Hugo Spadafora i del major Moisés Giroldi, així com per la desaparició d'altres dues persones, una d'aquestes Heliodoro Portugal —pare de la que seria Defensora del poble entre 2011 i 2013— i acusacions de violació als drets humans, amb un total de 60 anys de presó. Noriega aspirava a rebre el benefici de "casa per presó", segons els seus advocats. Les lleis panamenyes atorguen als jutges la capacitat de concedir aquest benefici als reus de més de 71 anys i que pateixin malalties greus, però els seus oponents van destacar que aquest benefici no inclou els condemnats per delictes de lesa humanitat, com els de Noriega.